# 森浩之
森 浩之（もり ひろゆき、1965年2月4日 - ）は、大阪府泉南市出身の元プロ野球選手（捕手）・コーチ。右投右打。
1991年から1997年の登録名は森 広之（読み同じ）。

## 来歴
PL学園高では、2年次の1981年秋から正捕手となる。2年次秋の府予選の決勝で公立の桜宮高に敗れるまで無敗を続け、続く近畿地区大会でも準決勝まで勝ち上がった。1982年の第54回選抜大会では、榎田健一郎投手を擁して、前年西川佳明投手や吉村禎章主将らを擁した81年春の優勝に引き続きセンバツ甲子園連覇を果たす。昭和5・6年の第一神港商以来52年ぶり、戦後では初となる春のセンバツ甲子園連覇を達成した。準決勝で三浦将明投手擁する横浜商に3x-2でサヨナラ勝ち、決勝で二松學舍大附高に15対2と大勝した。この15点は2006年までセンバツ決勝戦の最多得点記録であり、13点差は最多得点差、両チーム合計17点も最多得点記録であった。夏は府予選準々決勝で、優勝した田宮実投手（のち早大）の府立春日丘高に5-6で敗退した。
1983年、高校卒業後東洋大学に進学。1984年の大学2年生時、巧みなリードと強肩に加え打撃でも一皮剥け、春の東都リーグでベストナイン。秋には打撃ベストテン入り。1985年、3年生の春のリーグでもベストナイン。6月の全日本大学野球選手権大会では、東洋大は4年生北島広行（東芝府中）、3年生日野伸一（本田技研）と弘田旬（大丸）らの投手陣を擁して、準決勝で2年松永幸男投手擁する九州東海大に1-0（延長10回）で辛勝。決勝では法政大先発の3年猪俣隆投手に1-4で敗れ準優勝に終わる。7月の日米大学野球選手権大会では3試合に先発マスクを被った。1986年、主将になった4年生の春に東洋大を優勝に導き、MVPとベストナインを獲得した。6月の大学野球選手権決勝では2年生保坂彰茂（新日鐵名古屋）や4年生日野伸一両投手を擁して流経大を下し初優勝を飾った。自身も打率.368で6打点と大活躍をした。7月の日米大学野球と世界アマ野球では全日本の主将を務めた。
1986年のプロ野球ドラフト会議で南海ホークスから2位指名を受け入団。
プロ1年目の1987年から一軍初出場を果たし、1989年にようやく初安打を放つ。しかし自身の打力不足に加え、吉永幸一郎らの台頭などもあって、1991年に自由契約となり、プロ5年で引退した。
引退後はチームスタッフとなり、ブルペン捕手を経て1993年から2002年までブルペン担当コーチ。ホークス戦のテレビ中継では、先発投手のブルペンでの調子について「森ブルペン担当の談話」としてコメントを出すことがあった。
2003年以降はコーチ職ではないブルペン担当スタッフとして職務を得ていたが、2009年に7年ぶりにコーチ登録され、二軍のコーチ補佐（バッテリー担当）を務めた。その後、2013年からはスコアラーを務め、2017年からは一軍作戦コーチ兼バッテリーコーチ補佐として再び現場に復帰。2019年からは達川光男の後任として一軍ヘッドコーチを担当した。
2021年は三軍監督を務め、2022年からは再び一軍ヘッドコーチを担当。2023年4月4日には、藤本博史監督が身内の不幸に伴いチームを離脱したため、監督代行を務めた。
2024年からはコーディネーター（バッテリー）を務めが、2025年からはコーディネーター（野手）に役職が変更された。

## 人物
- 妻は、歌手の三田明の妹。
- PL中学からの進学組である。PL中学から進学し、プロまで進んだ選手として、他には金森栄治、山中潔がいる。

## 詳細情報

### 年度別打撃成績
| 年 度     | 球 団         | 試 合 | 打 席 | 打 数 | 得 点 | 安 打 | 二 塁 打 | 三 塁 打 | 本 塁 打 | 塁 打 | 打 点 | 盗 塁 | 盗 塁 死 | 犠 打 | 犠 飛 | 四 球 | 敬 遠 | 死 球 | 三 振 | 併 殺 打 | 打 率 | 出 塁 率 | 長 打 率 | O P S |
| --------- | ------------- | ----- | ----- | ----- | ----- | ----- | -------- | -------- | -------- | ----- | ----- | ----- | -------- | ----- | ----- | ----- | ----- | ----- | ----- | -------- | ----- | -------- | -------- | ----- |
| 1987      | 南海 ダイエー | 3     | 8     | 7     | 0     | 0     | 0        | 0        | 0        | 0     | 0     | 0     | 0        | 1     | 0     | 0     | 0     | 0     | 0     | 1        | .000  | .000     | .000     | .000  |
| 1988      | 南海 ダイエー | 7     | 6     | 5     | 0     | 0     | 0        | 0        | 0        | 0     | 0     | 0     | 0        | 0     | 0     | 0     | 0     | 1     | 2     | 0        | .000  | .167     | .000     | .167  |
| 1989      | 南海 ダイエー | 3     | 5     | 4     | 0     | 1     | 0        | 0        | 0        | 1     | 1     | 0     | 0        | 0     | 1     | 0     | 0     | 0     | 1     | 0        | .250  | .200     | .250     | .450  |
| 1990      | 南海 ダイエー | 15    | 26    | 21    | 5     | 3     | 0        | 0        | 2        | 9     | 5     | 0     | 0        | 0     | 0     | 3     | 0     | 2     | 5     | 1        | .143  | .308     | .429     | .737  |
| 通算：4年 | 通算：4年     | 28    | 45    | 37    | 5     | 4     | 0        | 0        | 2        | 10    | 6     | 0     | 0        | 1     | 1     | 3     | 0     | 3     | 8     | 2        | .108  | .227     | .270     | .497  |

- 南海（南海ホークス）は、1989年にダイエー（福岡ダイエーホークス）に球団名を変更

### 年度別守備成績
| 年度 | 試合 | 企図数 | 許盗塁 | 盗塁刺 | 阻止率 |
| ---- | ---- | ------ | ------ | ------ | ------ |
| 1987 | 3    |        | 6      | 1      | .143   |
| 1988 | 6    |        | 0      | 0      | ----   |
| 1989 | 3    |        | 1      | 2      | .667   |
| 1990 | 14   |        | 10     | 4      | .286   |
| 通算 | 26   |        | 17     | 7      | .292   |

### 記録
初記録
- 初出場・初先発出場：1987年10月11日、対近鉄バファローズ26回戦（藤井寺球場）、8番・捕手で先発出場
- 初安打：1989年6月10日、対ロッテオリオンズ7回戦（福島県営あづま球場）、園川一美から
- 初本塁打：1990年6月20日、対近鉄バファローズ11回戦（平和台球場）、7回裏に阿波野秀幸から2ラン

### 背番号
- 22（1987年 - 1989年）
- 63（1990年）
- 46（1991年）
- 117（1992年）
- 99（1993年 - 2002年, 2009年 - 2012年）
- 86（2017年 - 2023年）
- 022（2024年 - ）

### 登録名
- 森 浩之（もり ひろゆき、1987年 - 1990年、1998年 - ）
- 森 広之（もり ひろゆき、1991年 - 1997年）